# Mesophyllum vancouveriense
Mesophyllum vancouveriense (Foslie) R.S.Steneck & R.T.Paine, 1986  é o nome botânico  de uma espécie de algas vermelhas  pluricelulares do gênero Mesophyllum, subfamília Melobesioideae.
- São algas marinhas encontradas no Alasca, Columbia Britânica e Washington.

## Sinonímia
- Lithophyllum vancouveriense Foslie, 1906.
- Lithothamnion phymatodeum f. aquilonium Foslie, 1907.